# Sweet Home (Ms.OOJAの曲)
「Sweet Home」（スイートホーム）は、Ms.OOJAの楽曲。2021年6月16日にUniversal Sigmaから配信限定シングルとしてリリースされた。

## 概要
「Sweet Home」はMs.OOJAにとって通算8曲目の配信限定シングル。
2021年2月16日でメジャーデビュー10周年を迎えたMs.OOJAは、2021年3月から7ヶ月連続で毎月16日にデジタル配信シングルをリリースすることを発表しており、その第4弾となる楽曲が「Sweet Home」。
楽曲は、Ms.OOJAの地元四日市市の住宅メーカー「アサヒグローバルホーム」のCMソングのために書き下ろされた。Ms.OOJA自身もCMに出演、3月下旬に愛知県渥美半島伊良湖岬およびACTUS四日市店で撮影された。
ミュージックビデオは友高要治が手掛け、Ms.OOJAの歌唱シーンに加えて、ファンから募集した家族写真で構成された。Ms.OOJA自身の幼少期の家族写真も使用された。
ジャケット写真は、7連続リリース第1-3弾に続いて日本武道館で撮影されたものが使用されている。

## 収録曲
| #         | タイトル       | 作詞               | 作曲               | 時間 |
| --------- | -------------- | ------------------ | ------------------ | ---- |
| 1.        | 「Sweet Home」 | Ms.OOJA/Rung Hyang | Ms.OOJA/Rung Hyang | 4:14 |
| 合計時間: | 合計時間:      | 合計時間:          | 合計時間:          | 4:14 |

## ミュージックビデオ
| 曲名       | ミュージックビデオ                                      |
| ---------- | ------------------------------------------------------- |
| Sweet Home | Ms.OOJA 「Sweet Home」 - YouTube                        |
| Sweet Home | アサヒグローバルホーム「TVCM」 - YouTube                |
| Sweet Home | アサヒグローバルホーム「TVCMメイキング動画」 - YouTube  |
| Sweet Home | アサヒグローバルホーム「Ms.OOJAインタビュー」 - YouTube |

## タイアップ
| 曲名       | タイアップ                                    |
| ---------- | --------------------------------------------- |
| Sweet Home | 「アサヒグローバルホーム」CMソング(2021年6月) |

## 収録アルバム
| # | 楽曲       | アルバム      | アルバム |
| # | 楽曲       | 発売年月日    | タイトル |
| - | ---------- | ------------- | -------- |
| 1 | Sweet Home | 2021年10月6日 | Present  |